# Trupanea alboapicata
Trupanea alboapicata
 es una especie de insecto díptero que Malloch describió científicamente por primera vez en el año 1931.
Esta especie pertenece al género Trupanea de la familia Tephritidae.